# Alquin

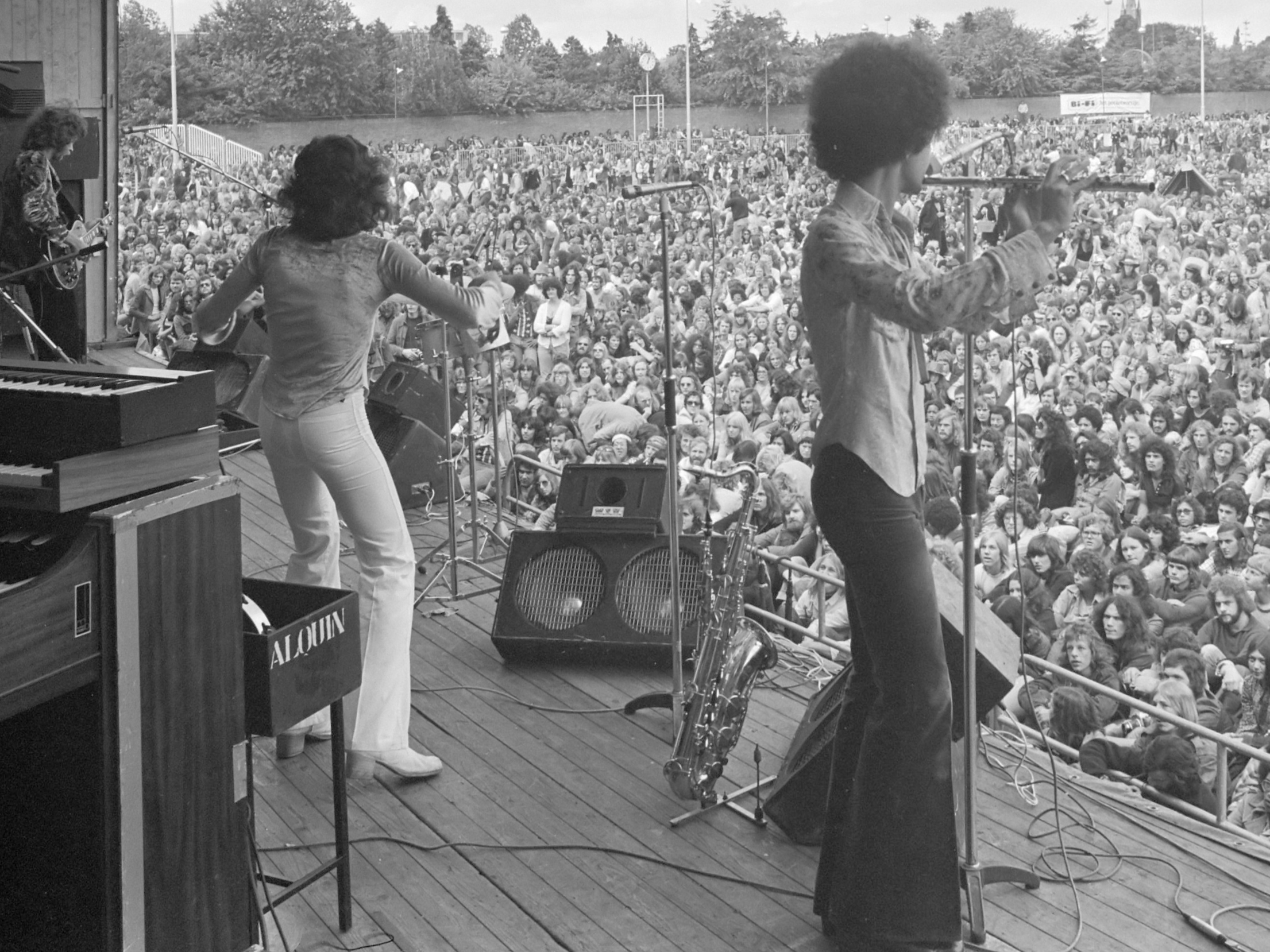
Alquin (1974)

Alquin sind eine niederländische Rockband der 1970er Jahre, die Anfang des 21. Jahrhunderts wieder neu gegründet wurde.

## Geschichte
Aus den Threshold Fear hervorgegangen, spielte die Gruppe zunächst auf den Spuren von Pink Floyd und Roxy Music. Elemente von Rock, Klassik und Jazz wurden verarbeitet. Nach erfolgreichen Live-Auftritten wurde Alquin – nach dem mittelalterlichen Gelehrten benannt – von Polydor unter Vertrag genommen.
1972 erschien eine erste LP, nach der zweiten im darauf folgenden Jahr wurde die Gruppe als „Trendsetter des Jahres“ in den Niederlanden ausgezeichnet. Auftritte im Liverpooler Cavern und Londoner Marquee Club folgten. Tourneen in Deutschland, England (mit Golden Earring) und Frankreich (als Vorgruppe zu The Who) folgten. Die dritte LP richtete sich gezielt auf den internationalen Markt aus.
Mit der Aufnahme von Michel van Dijk, der von Gruppen wie Brainbox und Ekseption her kam, als Lead-Sänger, wurde der Stil der Band deutlich rockiger. Das Album Nobody can wait forever wurde ein kommerzieller Erfolg, der jedoch Brüche innerhalb der Band nicht überdecken konnte. Nach einer Tour in den Niederlanden und der begleitenden Doppel-LP löst sich Alquin auf.
Im Jahr 1995 gab es ein Reunion-Konzert in Delft, woher die meisten der Gründungsmitglieder stammen. Nach einer anschließenden Tournee blieb die Gruppe zusammen und nahm neues Material auf.
Bis 2012 blieb die Band danach zusammen, danach gab es eine Auszeit, in der van Dijk und Bakker zu zweit als Lone Project ein gemeinsames Album veröffentlichten.

## Diskografie

### Alben
| Jahr | Titel                               | Höchstplatzierung, Gesamtwochen, AuszeichnungChartsChartplatzierungen (Jahr, Titel, Platzierungen, Wochen, Auszeichnungen, Anmerkungen) | Anmerkungen |
| Jahr | Titel                               | NL | Anmerkungen |
| ---- | ----------------------------------- | --- | ----------- |
| 1975 | Nobody Can Wait Forever             | NL17 (3 Wo.)NL |             |
| 1976 | Best Kept Secret                    | NL10 (6 Wo.)NL |             |
| 2005 | Blue Planet                         | NL80 (2 Wo.)NL |             |
| 2009 | Sailors And Sinners                 | NL16 (13 Wo.)NL |             |
| 2016 | The Golden Years Of Dutch Pop Music | NL54 (1 Wo.)NL |             |

Weitere Alben
- 1972: Marks
- 1973: Mountain Queen
- 1977: On Tour (live, Doppel-LP)

### Singles
- 1971: Sally Saddlepain / Thank Me Not  (als Threshold Fear)
- 1973: You Always Can Change / Hard Royce
- 1975: Wheelchair Groupie / Mister Widow
- 1975: Mister Widow / Stranger (nur in USA)
- 1975: Stranger (Stereo) / stranger (Mono) (nur USA-Promo)
- 1976: Fool in the Mirror (Single mix) / Bootlegs ballet

### Ferdinand Bakker solo
- 1986: Themes from „Dr Himmelsleiter“

### Lone (Ferdinand Bakker & Michel van Dijk)
- 2013: Lone Project